# Micropagurus devaneyi
Micropagurus devaneyi är en kräftdjursart som beskrevs av McLaughlin 1986. Micropagurus devaneyi ingår i släktet Micropagurus och familjen eremitkräftor. Inga underarter finns listade i Catalogue of Life.